# Jason Naismith
Jason Naismith (Paisley, 25 giugno 1994) è un calciatore scozzese, difensore del Johnstone Burgh.